# Celina Dominikowska
Celina Dominikowska z domu Treter (ur. 1830, zm. 1908) – polska artystka, malarka, rzeźbiarka, pisarka, kolekcjonerka pamiątek narodowych, działaczka patriotyczna. 

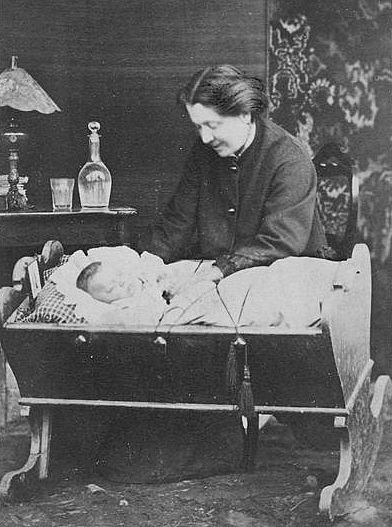
Celina Dominikowska z Kordziem

## Życiorys
Urodziła się w 1830. Była narodowości polskiej. Pochodziła z rodziny Treter. Jeszcze pod panieńskim nazwiskiem została właścicielką dóbr. Celina i Mieczysław Treterowie odziedziczyli po Aleksandrze Treterze części wsi Dźwiniacz Górny (w 1865 dobra nabył Herman Frenkiel). W latach 60. zamieszkiwała w Orelcu ze swoim mężem (Kajetan Dominikowski był w tym czasie właścicielem tabularnym wsi, zaś innym ziemianinem w tym rejonie był Mieczysław Treter). W zaciszu tego miejsca zajmowała się malarstwem w zamiarze tworzenia wystroju świątyń. Wykonała okno kościelne, obraz Matki Boskiej Bolesnej. W tamtejszym dworze gromadziła pamiątki. Posługiwała się pseudonimami „Celina z Orelca” bądź „Celina z orlego gniazda”. Przebywała też w Sanoku i w Haczowie. Angażowała się w pomoc powstańcom styczniowym 1863–1864. Na przełomie lutego i marca 1863 przebywała krótkotrwale we Lwowie, skąd zabrała odezwy do rozpowszechnienia. Od 5 maja 1863 w swym domu udzielała schronienia Edmundowi Ślaskiemu. W drugiej połowie 1863 w domu Dominikowskich także chronili się powstańcy. Od 15 lutego 1864 do około 27 lutego 1864 chronili w swym dworze pułkownika Józefa Grekowicza. Wkrótce po 25 marca 1864 zorganizowała zakończoną powodzeniem ucieczkę z transportu więziennego zatrzymanego przez władze austriackie powstańca kpt. Niemirę.
Zarejestrowana do udziału w Wystawie Światowej w Paryżu w 1867 zgłosiła okno rzeźbione roboty misternej i snycerskiej, o sześciu szybach z przezroczystymi obrazkami. Na tej imprezie reprezentowała Orelec. Podczas wystawy paryskiej poświęcono jej artykuł w oficjalnym czasopiśmie ilustrowanym tej imprezy (L’exposition universelle de 1867) i z uznaniem opisano wykonane przez nią szyby symboliczne. Poświęciła na jego wykonanie dwa lata pracy pod Sanokiem, używając piłki i rylca. Efekt w postaci niejako płaskorzeźby stanowił sześć szyb alegorycznych, przedstawiających historię sześciu narodów europejskich, które autorka zobrazowała posiłkując się cytatami z Pisma Świętego i odnosząc swój opis do epizodów z życia Jezusa. Opisanymi narodami byli Niemcy, Francuzi, Anglicy, Włosi, Węgrzy, Polacy. W rogach każdej z szyb umieściła podobizny wybitnych przedstawicieli tychże nacji. Jej dzieło zostało uznane za niepospolite. Wykonany ekran podarowała władcy Austro-Węgier Franciszkowi Józefowi, który w rewanżu przesłał jej naszyjnik z medalionem. Pobyt Celiny Dominikowskiej w Paryżu podczas Wystawy Powszechnej oraz jej wspomnienia zostały opisane w trzech rozdziałach książki Jakuba Gordona pt. Obrazki galicyjskie z 1869. 
W 1870 zgłosiła drzeworyt na lwowską wystawę sztuk pięknych. Zarejestrowana do udziału w Wystawie Światowej w Wiedniu 1873 w grupie X (wyroby galanteryjne) prezentowała tam wachlarze, w tym symboliczny wachlarz z liści dębowych (według różnych źródeł reprezentowała tamże Sanok, Orelec i Krosno).
W 1894 otrzymała od komitetu Wystawy Krajowej we Lwowie list pochwalny w dziedzinie wytwory pracy kobiet w zakresie gospodarstwa domowego, robót ręcznych, wychowania i dobroczynności (grupa XXIV) za wachlarze malowane.
Jeszcze jako panna, w 1853 wydała pamiętnik rysunkowy w formie szkicownika pt. Życie młodey dziewczyny od 1839 roku do 1853 w Łoni. Od młodości znała się z Arturem Grottgerem i domniemywano, że została odwzorowana na obrazie tego malarza pt. Muzykantka (przejściowo posiadała go), jednak Wanda Młodnicka zaprzeczyła temu. Utrzymywała korespondencję z Józefem Ignacym Kraszewskim, który wzmiankował jej osobę w publikacji pt. Rachunki (1867–1870). Była autorką Pamiętnika z lat 1848–1849 i publikacji pt. Pieśni powstańcze z 1863 roku z muzyką zebrane i ułożone, wydanej w 1869 we Lwowie. Wydała też dzieło pt. „Figlarz”. Obrazek sceniczny (1900). Dokonała również przekładu z języka francuskiego komedii zatytułowanej „Zrzutka balonowa”, komedya w 1 akcie (1878). Zachowały się także jej rękopisy: Roczniki żywota (pamiętniki), Książka dla Polek (dotyczy prowadzenia gospodarstwa), Niezapominajki rodzinne (zbiór pieśni narodowych z różnych epok z rysunkami i winietami), a poza tym ryciny, fotografie, litografie.  
W latach 70. mieszkała w Krośnie. W tym okresie przebywała też w Dubiecku. Na początku XX wieku była właścicielką realności we Lwowie przy ulicy Klonowicza 1 oraz przy ulicy Jana Kochanowskiego 1C. Pod drugim z tych adresów na początku lutego 1902 w pokoju mieszkania wybuchł pożar. W tym czasie wydawała we Lwowie pocztówki.
Zmarła w 1908. Biogram Celiny Dominikowskiej ukazał się w Suplemencie Słownika biograficznego twórców oświaty i kultury XIX i XX wieku Polski Południowo-Wschodniej pod redakcją Kazimierza Szmyda, wydanym w 2015.
Widoczny na zdjęciu obok Kordyan Dominikowski uczył się w Krajowej Szkole Rolniczej w Czernichowie, którą ukończył w 1893. W 1900 tenże Kordyan Antoni Dominikowski był właścicielem dóbr Serwiry tj. Serwirochy (okolice miast Złoczów, Kamionka Strumiłowa, Brody).

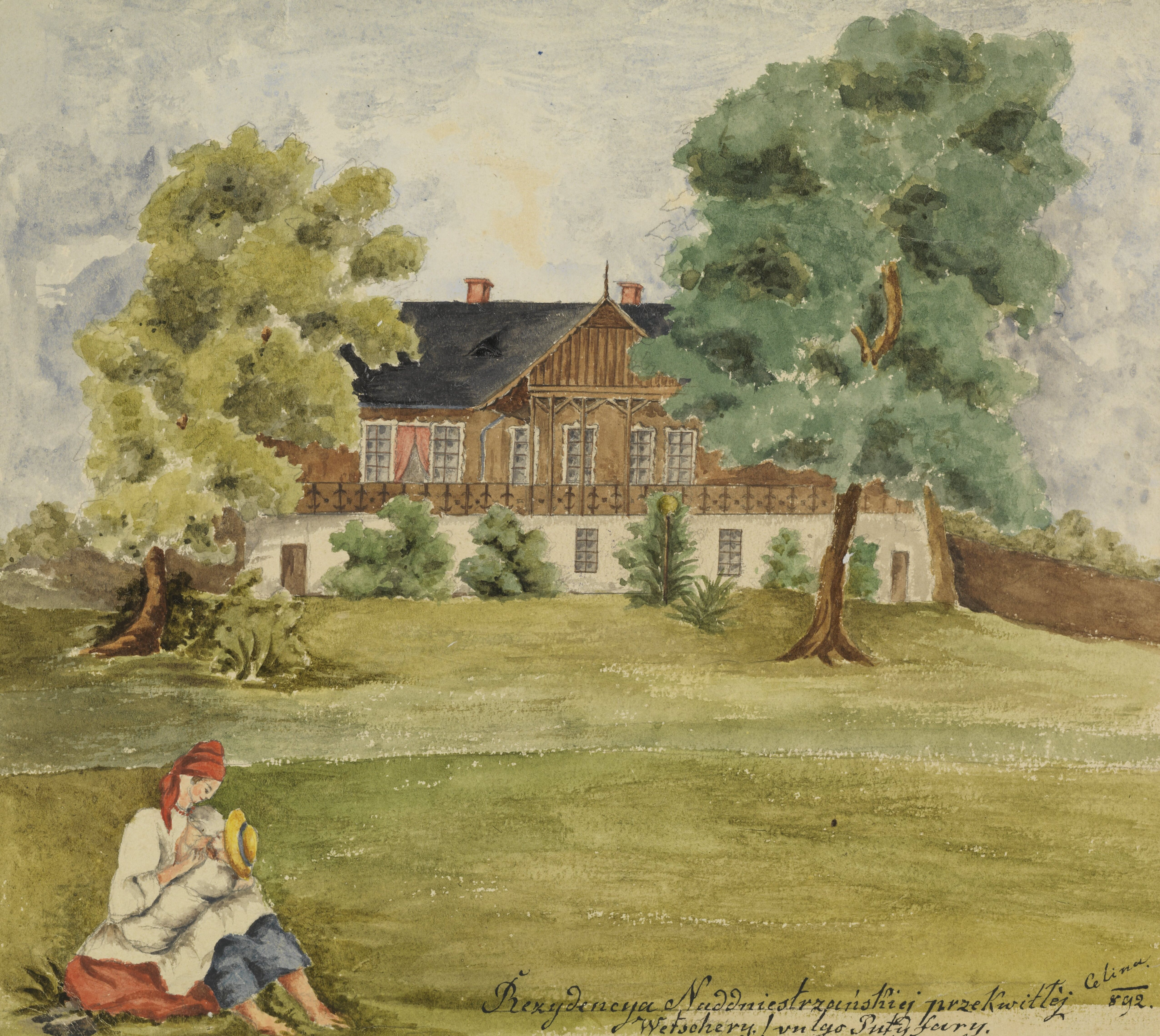
Widok domu, 1892
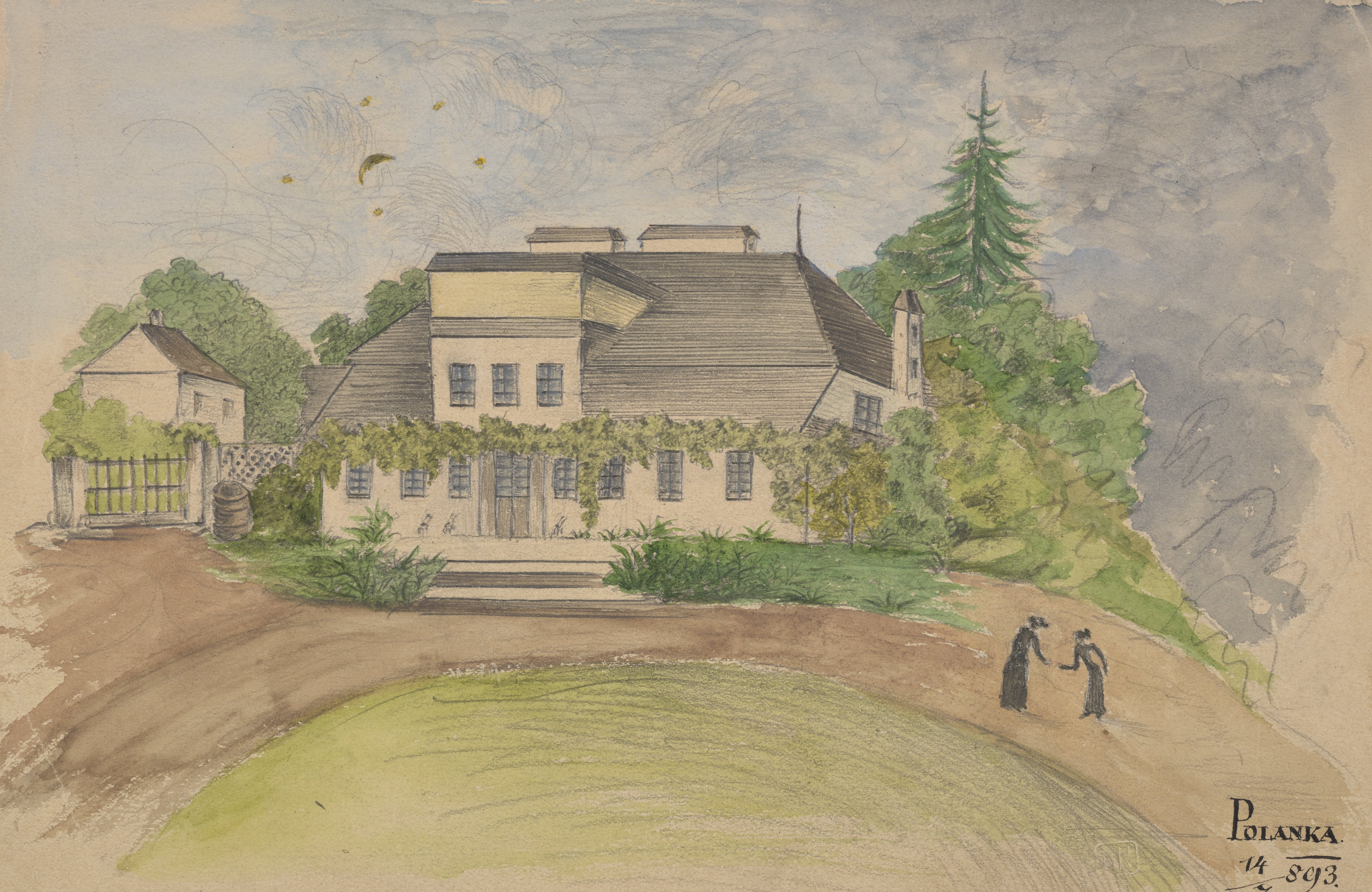
Dwór w Polance, 1893
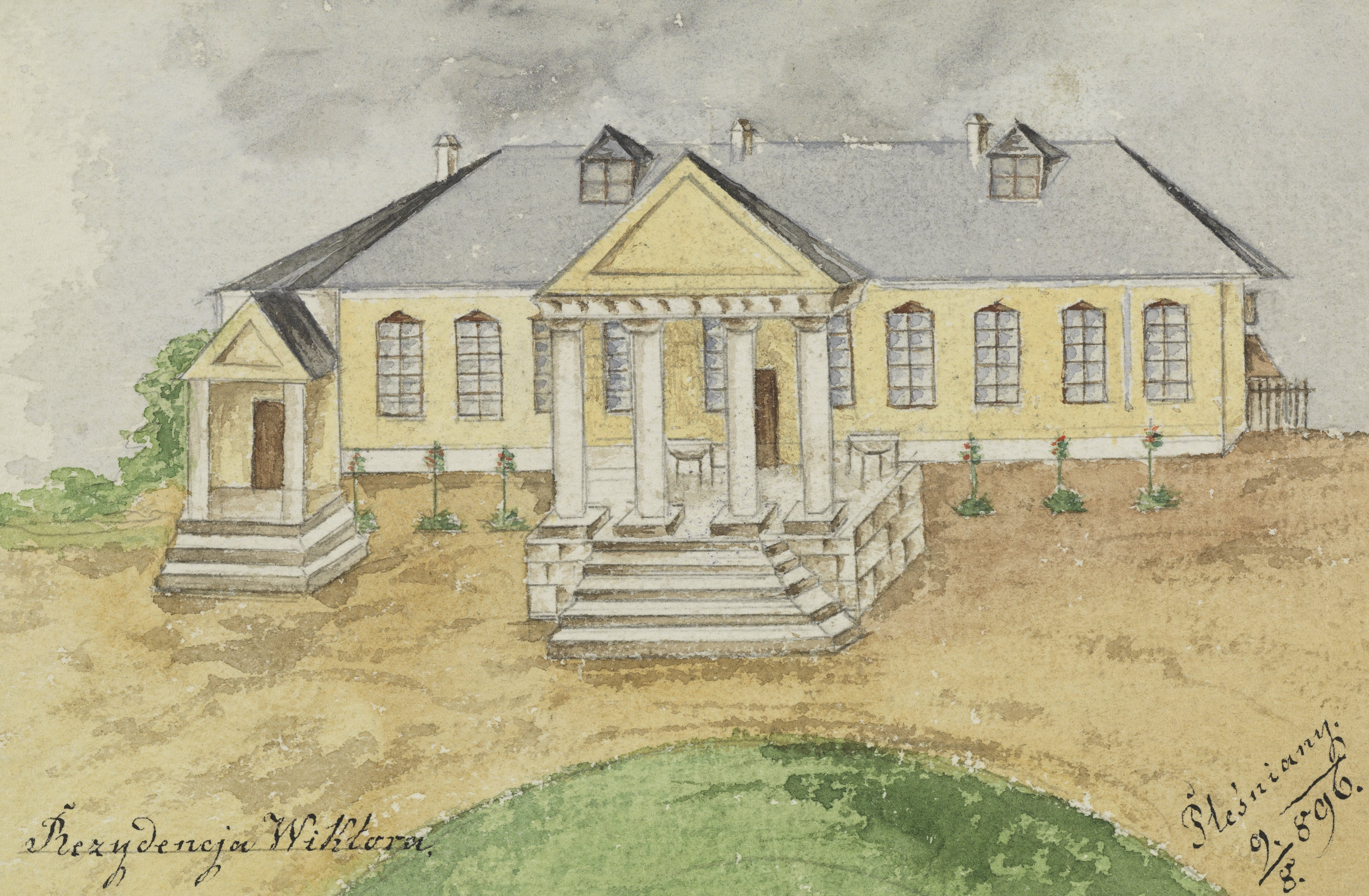
Rezydencja Wiktora, 1876
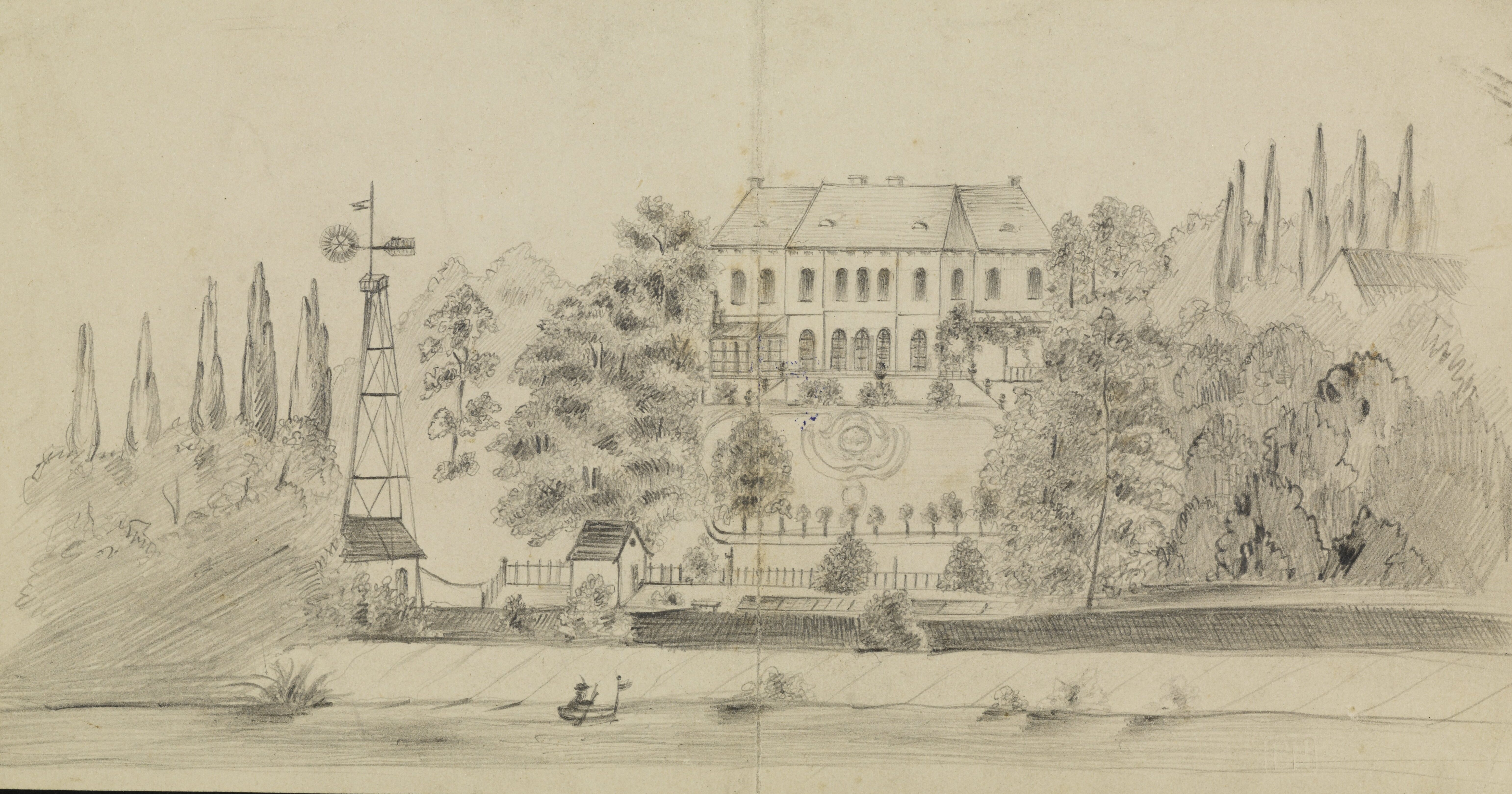
Dwór w Laszkach Królewskich, 1890
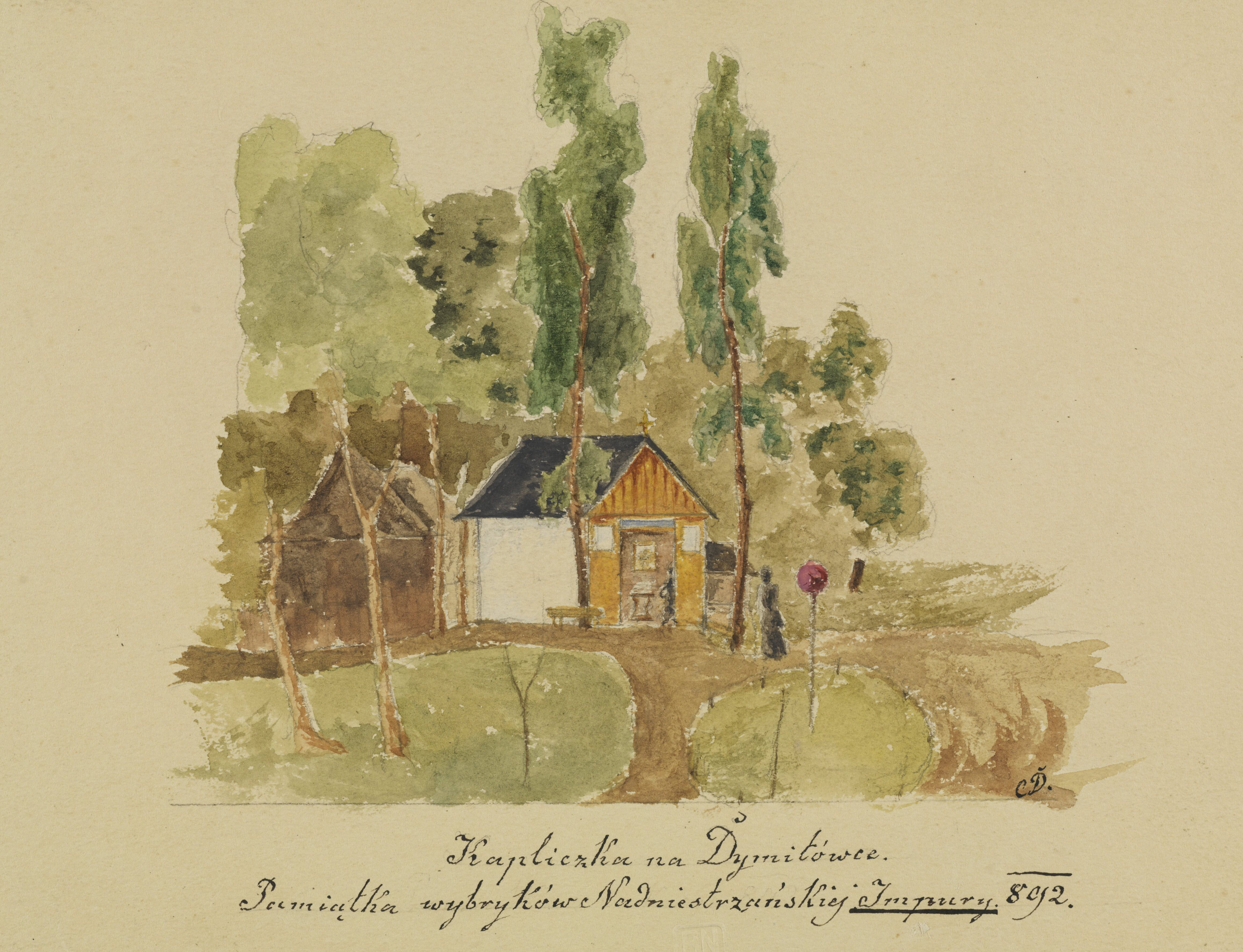
Kapliczka na Dymitówce, 1892
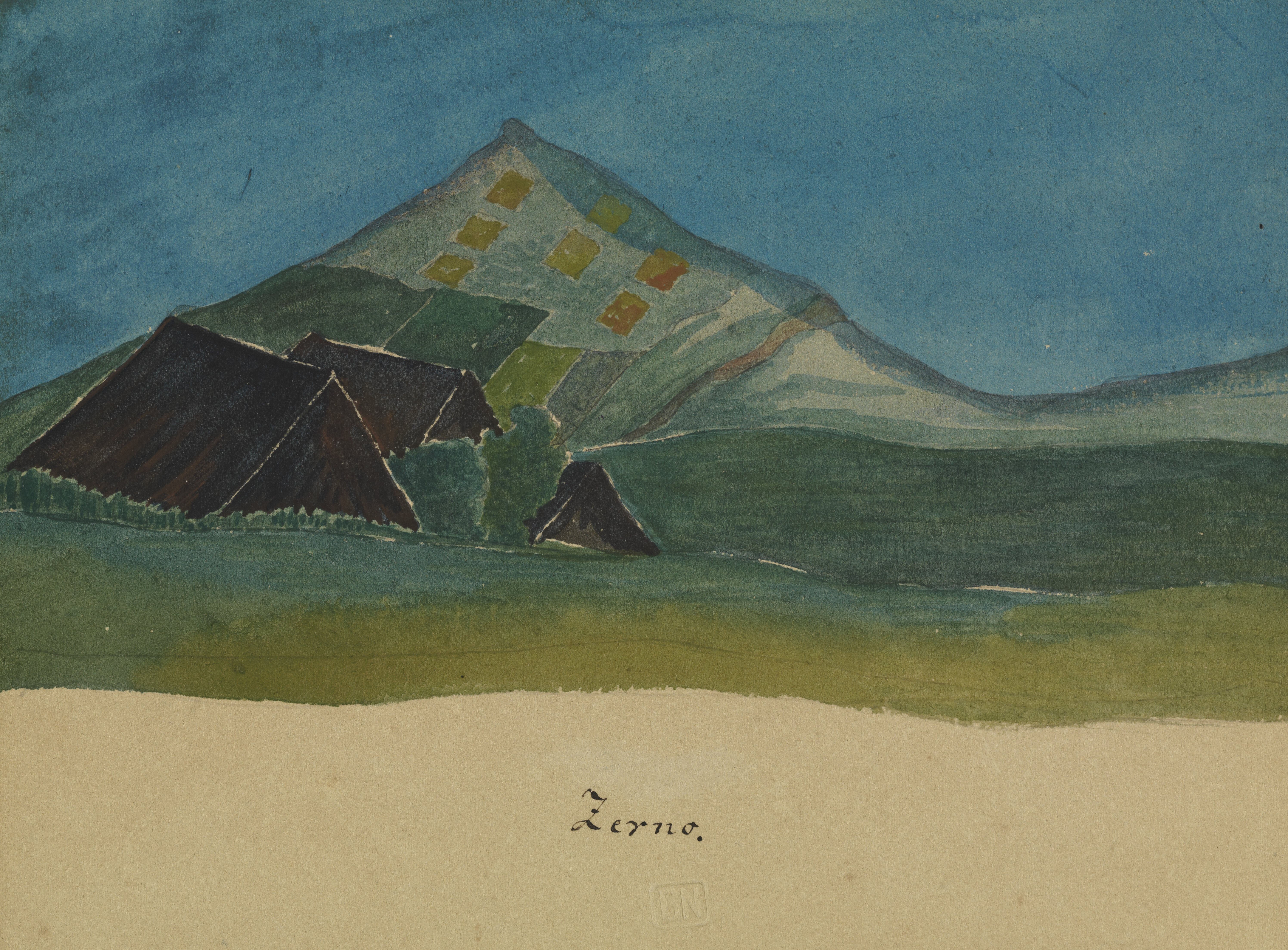
Żerno, około 1850
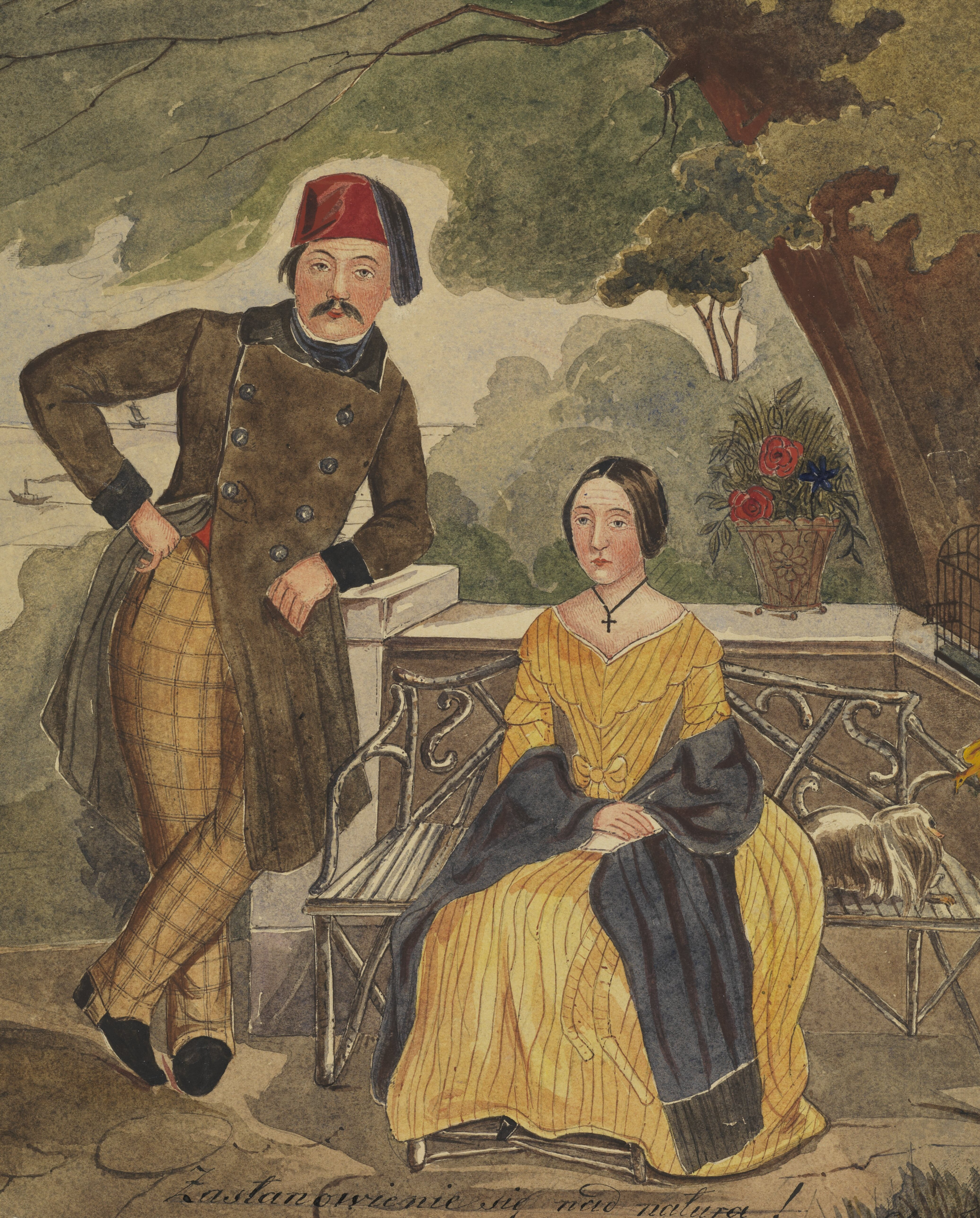
Zastanowienie się nad naturą, 1853
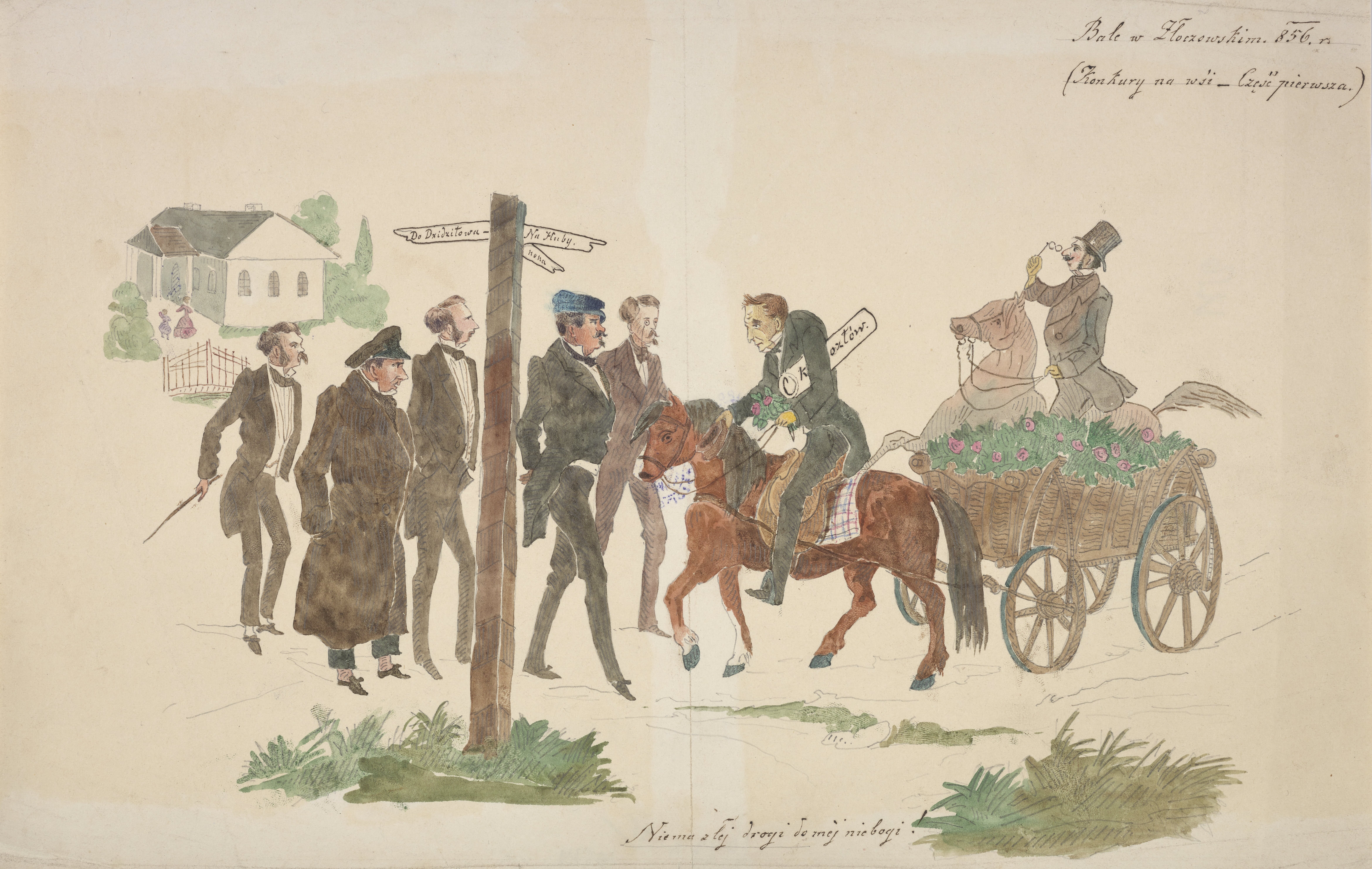
Konkury na wsi, 1856
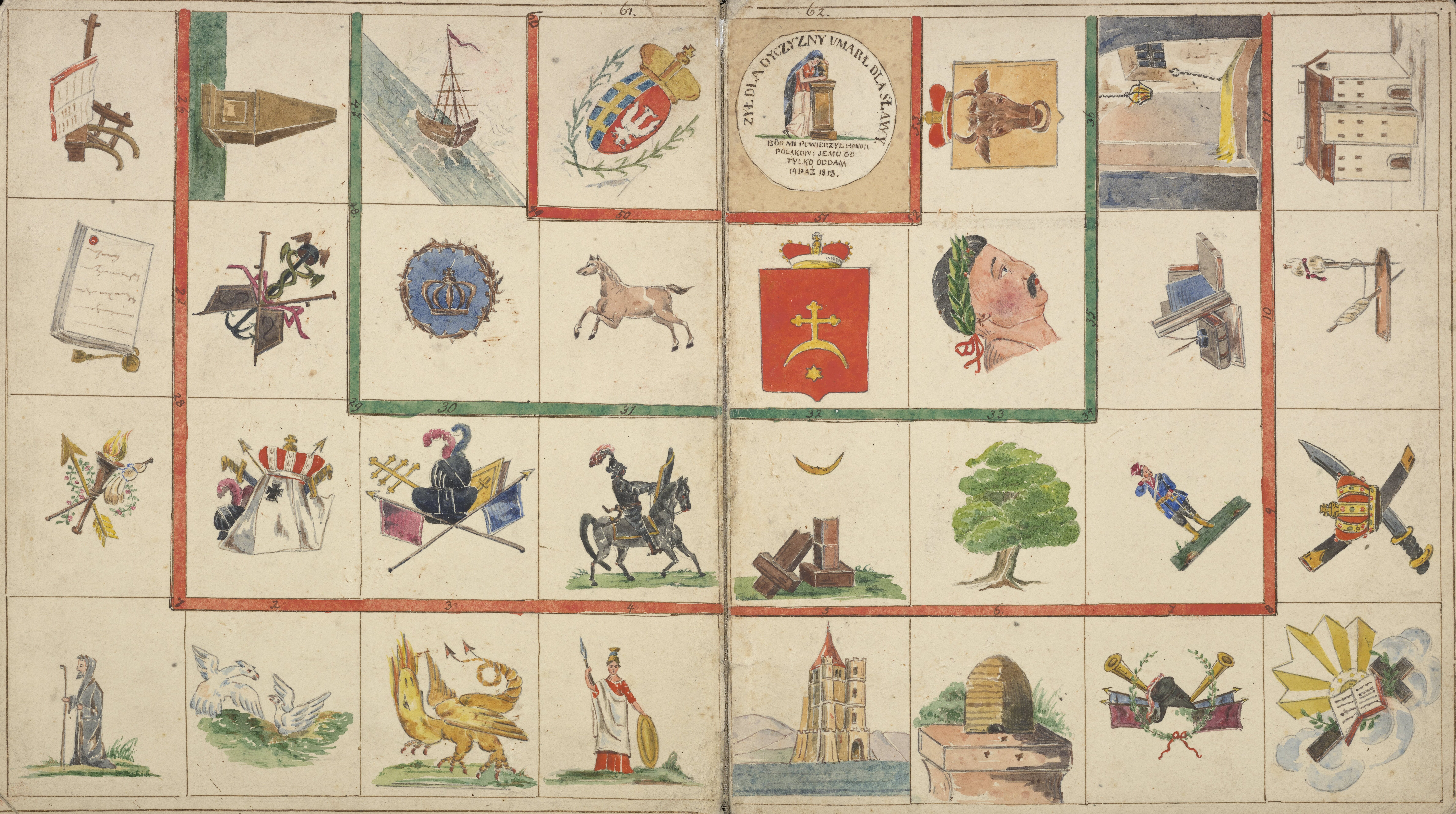
Plansza do gry w gąskę, 1852